# Lactate de zirconium
Le lactate de zirconium est un complexe du zirconium dérivé de l'acide lactique. Il se présente sous la forme d'un solide incolore. Les carboxylates de zirconium adoptent des structures très complexes ayant des compositions hétérogènes de formule chimique approchée Zr(OH)4-n(O2CCHOHCH3)n(H2O)x avec 1 < n < 3.
Il est utilisé comme antisudatif dans certains déodorants ainsi que dans l'industrie pétrolière comme réticulant pour gels de fracturation hydraulique destinés à faciliter l'extraction des hydrocarbures de leur roche mère. Il peut être obtenu en traitant de la zircone ZrO2 avec de l'acide lactique H3C–CHOH–COOH.
Il est très faiblement toxique, présentant une dose létale médiane (DL50) supérieure 10 g·kg-1.